# 3 Scream Queens
3 Scream Queens è un film del 2014 diretto da David DeCoteau.

## Trama
Le tre leggendarie regine dell'urlo Alexis, Ellen e Sylvia vengono invitate dal capo di uno studio cinematografico ad assistere ad una proiezione speciale in cambio della possibilità di un ruolo da protagonista in un film horror in lavorazione. Le tre donne si convincono presto di essere state intrappolate nello studio cinematografico deserto in compagnia di un folle omicida.

## Citazioni cinematografiche[1]
- Nel film si può sentire la musica del film Psyco.
- In alcuni dialoghi sono menzionati la serie televisiva Vita da strega e i film Non aprite quella porta, Kramer contro Kramer e Pesce d'Aprile.
- Nel film compare il poster del film L'era glaciale 4 - Continenti alla deriva.
- Nel film compare la vedova del film 1313: Night of the Widow.